# Ranunculus crenatus
Ranunculus crenatus är en ranunkelväxtart som beskrevs av W. och K. Descr.. Ranunculus crenatus ingår i släktet ranunkler, och familjen ranunkelväxter. Inga underarter finns listade i Catalogue of Life.

## Bildgalleri

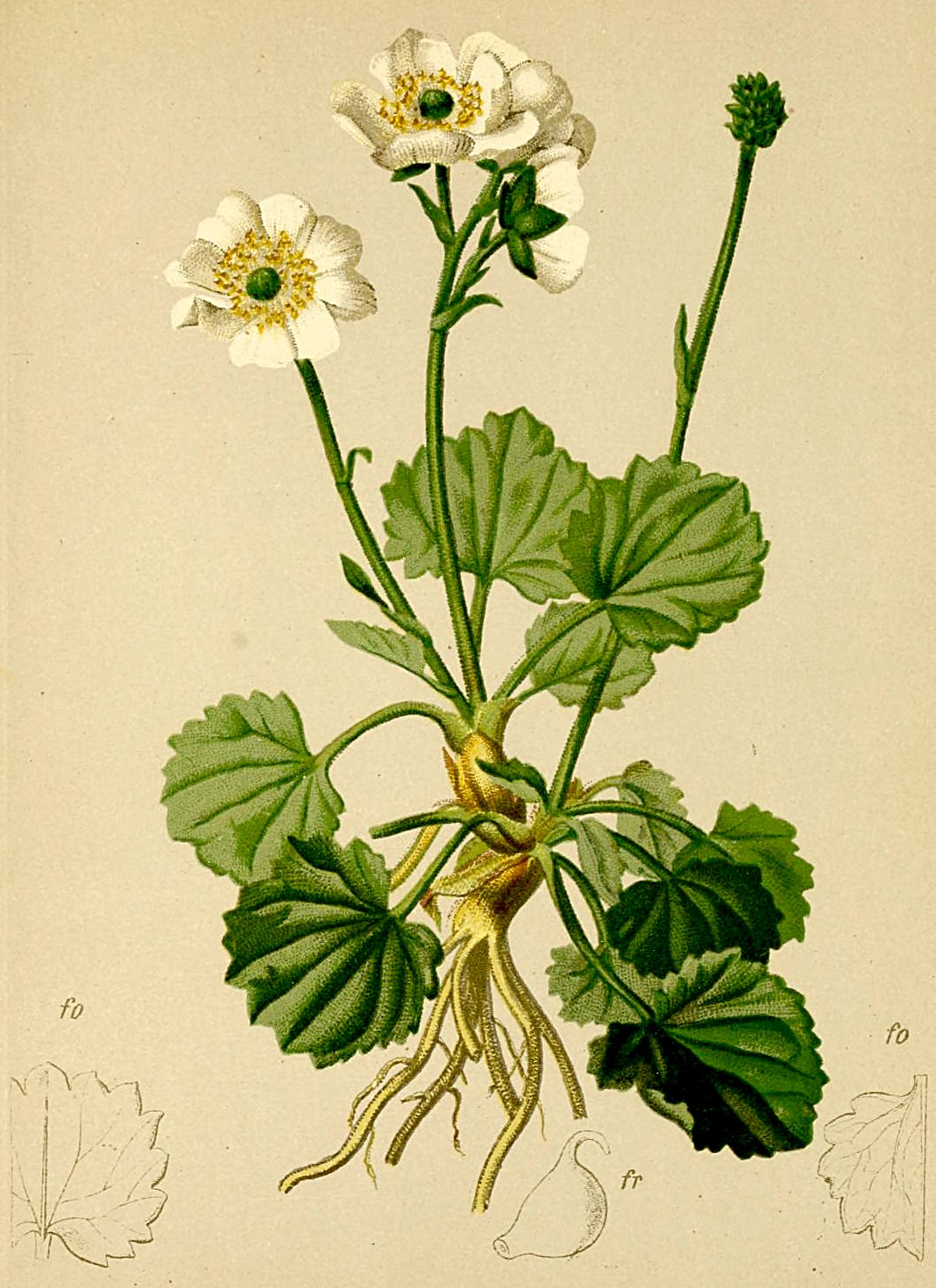